# 阿斯基亚·布克
阿斯基亚·图森特·布克（1995年12月11日—）為美國男子籃球運動員，最後效力於中国男子篮球职业联赛深圳新世纪。

## 早年
布克的父親是瑞士人，母親為波多黎各人，布克生長於加利福尼亞州印格塢，大學就讀科羅拉多大學。

## 職業生涯
2015年8月，阿卡迪亞引進布克。2018年2月，皇家貝迪斯簽下布克。2018年7月，武康穆尔西亚引進布克。
2020年11月，布克與中国男子篮球职业联赛深圳新世纪完成簽約。2021年10月，深圳新世纪與布克完成續約。2022年9月，深圳新世纪與布克完成續約。2024年2月，布克加入CBA北京首钢，場均可挹注13分、3.4籃板、5.2助攻。11月13日，深圳新世纪簽下布克。11月15日，深圳新世纪註冊布克，取消註冊托马·厄泰尔。12月11日，深圳新世纪取消註冊布克，註冊杰里迈亚·蒂尔蒙。

## 外部連結
- 阿斯基亚·布克在fiba.basketball（英语）
- 阿斯基亚·布克在NBA G聯盟（英语）
- 阿斯基亚·布克在西班牙篮球甲级联赛（球員）（西班牙语）
- 阿斯基亚·布克在中国男子篮球职业联赛
- 阿斯基亚·布克在Basketball-Reference.com（NBA G聯盟）（英语）
- 阿斯基亚·布克在Basketball-Reference.com（國際）（英语）
- 阿斯基亚·布克在Sports-Reference.com（NCAA）（英语）
- 阿斯基亚·布克在Eurobasket.com（球員）（英语）
- 阿斯基亚·布克在Proballers（英语）
- 阿斯基亚·布克在RealGM（英语）
- 阿斯基亚·布克在中国篮球数据库
- 阿斯基亚·布克在中国篮球数据库
- 阿斯基亚·布克在Flashscore（英语）